# Aardewerkfabriek Amstelhoek

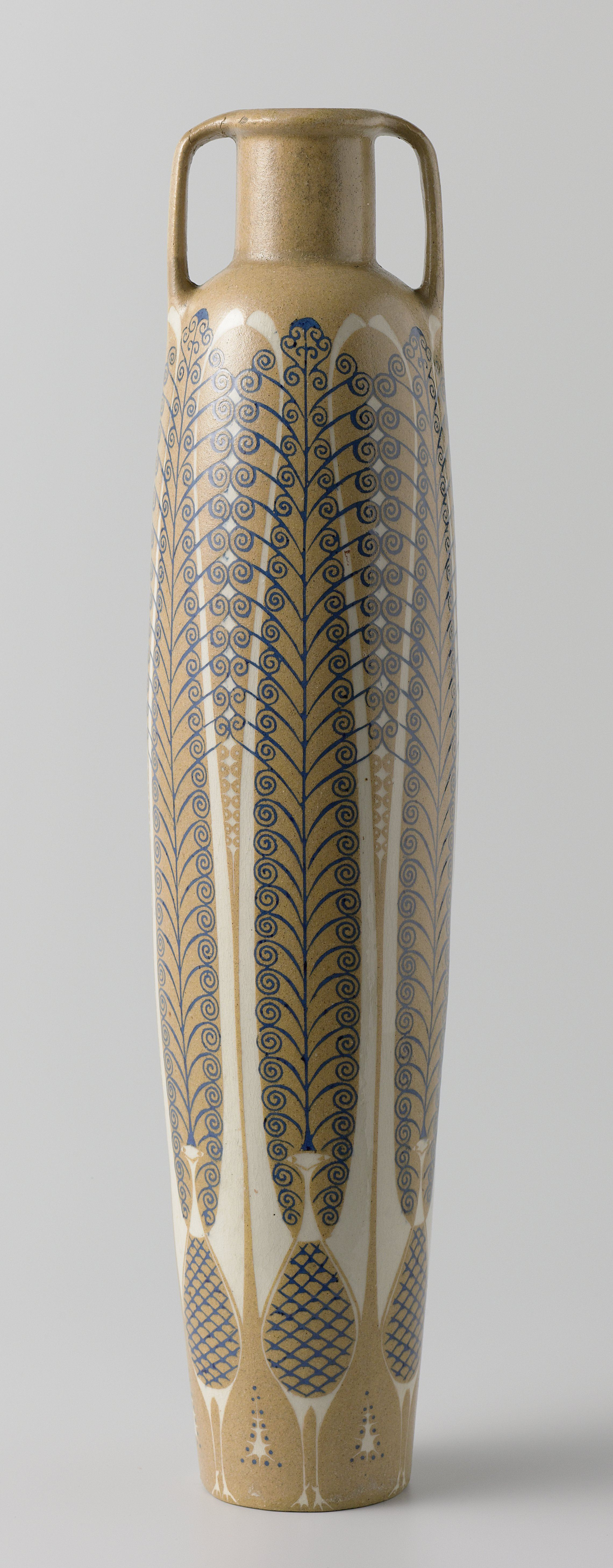
cilindervormige vaas met gestileerde liervogels in wit en blauw op geelbruine fond

De Aardewerkfabriek Amstelhoek was van 1894 tot 1903 een fabriek voor metalen en aardewerken siervoorwerpen.
Het bedrijf werd in 1894 opgericht door de Amsterdamse goudsmid Willem Christiaan Hoeker. Het verenigde oorspronkelijk een combinatie van twee werkvormen, te weten de fabricage van metalen siervoorwerpen en van sieraardewerk. De leiding van de afdeling sieraardewerk is vanaf de oprichting tot het faillissement in 1903 in handen van Chris van der Hoef. 
Na het faillissement wordt de afdeling voor keramiek overgenomen en voortgezet onder de naam 'Fabriek van Gebruiks- en Sieraardewerk enz. Voorheen Amstelhoek'. In 1907 worden de modellen van het bedrijf 'Haga' uit Purmerend overgenomen. Dit bedrijf was een samenvoeging van de 'N.V. Terracotta- en Aardewerkfabriek Haga' uit Den Haag en Plateelbakkerij Brantjes (de firma N.S.A. Brantjes & Co) uit Purmerend. Van deze verkregen modellen zal de latere eigenaar van het bedrijf 'Goedewaagen' in Gouda nog dankbaar gebruik weten te maken.
In 1910 wordt 'Voorheen Amstelhoek' verkocht aan De Distel in Amsterdam, die op haar beurt in 1922 wordt overgenomen door Goedewaagen in Gouda.